# Habronyx carmonai
Habronyx carmonai là một loài tò vò trong họ Ichneumonidae.